# Машкино (Смоленская область)
Машкино — деревня в Кардымовском районе Смоленской области России. Входит в состав Первомайского сельского поселения. По состоянию на 2007 год постоянного населения не имеет. 
Расположена в центральной части области в 9 км к юго-востоку от Кардымова, в 5 км южнее автодороги Р134 «Старая Смоленская дорога» Смоленск — Дорогобуж — Вязьма — Зубцов, на берегу реки Орлея. В 9 км северо-западнее деревни расположена железнодорожная станция Кардымово на линии Москва — Минск. 

## История
В годы Великой Отечественной войны деревня была оккупирована гитлеровскими войсками в августе 1941 года, освобождена в сентябре 1943 года.